# Kim Deok-hyeon
Dans ce nom, le nom de famille, Kim, précède le nom personnel.
Kim Deok-hyeon (né le 8 décembre 1985 à Gwangju) est un athlète coréen, spécialiste du triple saut et du saut en longueur. Il mesure 1,80 m pour 70 kg.

## Carrière
Ses meilleurs sauts sont :
- 8,20 m, record national à Belgrade le 12 juillet 2009, lors des Universiades où il remporte la médaille d'or, mesure qu'il améliore avec un saut de 8,22 m le 10 juin 2016 à Ried ;
- 17,10 m à Daegu, avec 1,3 m/s, le 5 juin 2009.

Il réalise 8,11 à Canton (Chine) pour remporter la médaille d'or lors des Jeux asiatiques de 2010 et réalise un 16,99 m à Daegu le 12 mai 2011 (vent : +1,3 m/s). Avec 8,02 m, il se qualifie pour la finale de Daegu 2011, devenant un des deux seuls sud-coréens à atteindre la finale lors de cette compétition, mais n'y prend pas part, se blessant au ligament du pied gauche. Il représente la Corée du Sud pour le triple saut pour les Jeux olympiques de Londres.
Le 6 juin 2015, lors des Championnats d'Asie d'athlétisme 2015 à Wuhan, il remporte la médaille d'or en 16,86 m devant Cao Shuo et Roman Valiyev.
Le 10 juin 2016, il porte son record de saut en longueur à 8,22 m (+ 0,4 m/s) à Ried, ce qui lui donne le minima pour les Jeux olympiques de Rio. Aux Jeux olympiques de Rio de Janeiro, il se blesse au talon gauche.

## Palmarès
| Date | Compétition             | Lieu      | Résultat | Épreuve     | Marque     |
| ---- | ----------------------- | --------- | -------- | ----------- | ---------- |
| 2005 | Championnats d'Asie     | Incheon   | 3e       | Triple saut | 16,78 m    |
| 2005 | Jeux de l'Asie de l'Est | Macao     | 1er      | Triple saut | 16,79 m    |
| 2006 | Jeux asiatiques         | Doha      | 3e       | Triple saut | 16,87 m    |
| 2007 | Universiades            | Bangkok   | 1er      | Triple saut | 17,02 m    |
| 2007 | Championnats d'Asie     | Amman     | 2e       | Triple saut | 17,00 m    |
| 2007 | Championnats du monde   | Osaka     | 9e       | Triple saut | 16,71 m    |
| 2009 | Universiades            | Belgrade  | 1er      | Longueur    | 8,41 m (w) |
| 2009 | Universiades            | Belgrade  | 5e       | Triple saut | 16,75 m    |
| 2009 | Championnats d'Asie     | Guangzhou | 4e       | Longueur    | 7,93 m     |
| 2010 | Jeux asiatiques         | Guangzhou | 1er      | Longueur    | 8,11 m     |
| 2010 | Jeux asiatiques         | Guangzhou | 5e       | Triple saut | 16,56 m    |
| 2011 | Championnats du monde   | Daegu     | finale   | Longueur    | DNS        |
| 2014 | Jeux asiatiques         | Incheon   | 2e       | Longueur    | 7,90 m     |
| 2014 | Jeux asiatiques         | Incheon   | 3e       | Triple saut | 16,93 m    |
| 2015 | Championnats d'Asie     | Wuhan     | 1er      | Triple saut | 16,86 m    |
| 2018 | Jeux asiatiques         | Jakarta   | 8e       | Longueur    | 7,65 m     |

## Records
| Épreuve          | Épreuve   | Temps        | Lieu             | Date            |
| ---------------- | --------- | ------------ | ---------------- | --------------- |
| Saut en longueur | Plein air | 8,22 m (NR)  | Ried im Innkreis | 10 juin 2016    |
| Triple saut      | Plein air | 17,07 m (NR) | Kimchun          | 22 octobre 2006 |
| Triple saut      | En salle  | 15,99 m (NR) | Moscou           | 11 mars 2006    |